# La Fleur enchantée
Pour plus de détails, voir Fiche technique et Distribution.
La Fleur enchantée (Heartsease) est un film américain réalisé par Harry Beaumont et sorti en 1919.

## Fiche technique
- Titre original : Heartsease
- Réalisation : Harry Beaumont
- Scénario : Edfrid A. Bingham d'après une pièce de Joseph I.C. Clarke  et Charles Klein[2].
- Photographie : Sam Landers
- Production : Goldwyn Pictures
- Distribution : Goldwyn Distributing
- Durée : 50 minutes
- Dates de sortie :
  - États-Unis : 24 août 1919
  - France : 26 mai 1922[3]

## Distribution
- Tom Moore : Eric Temple

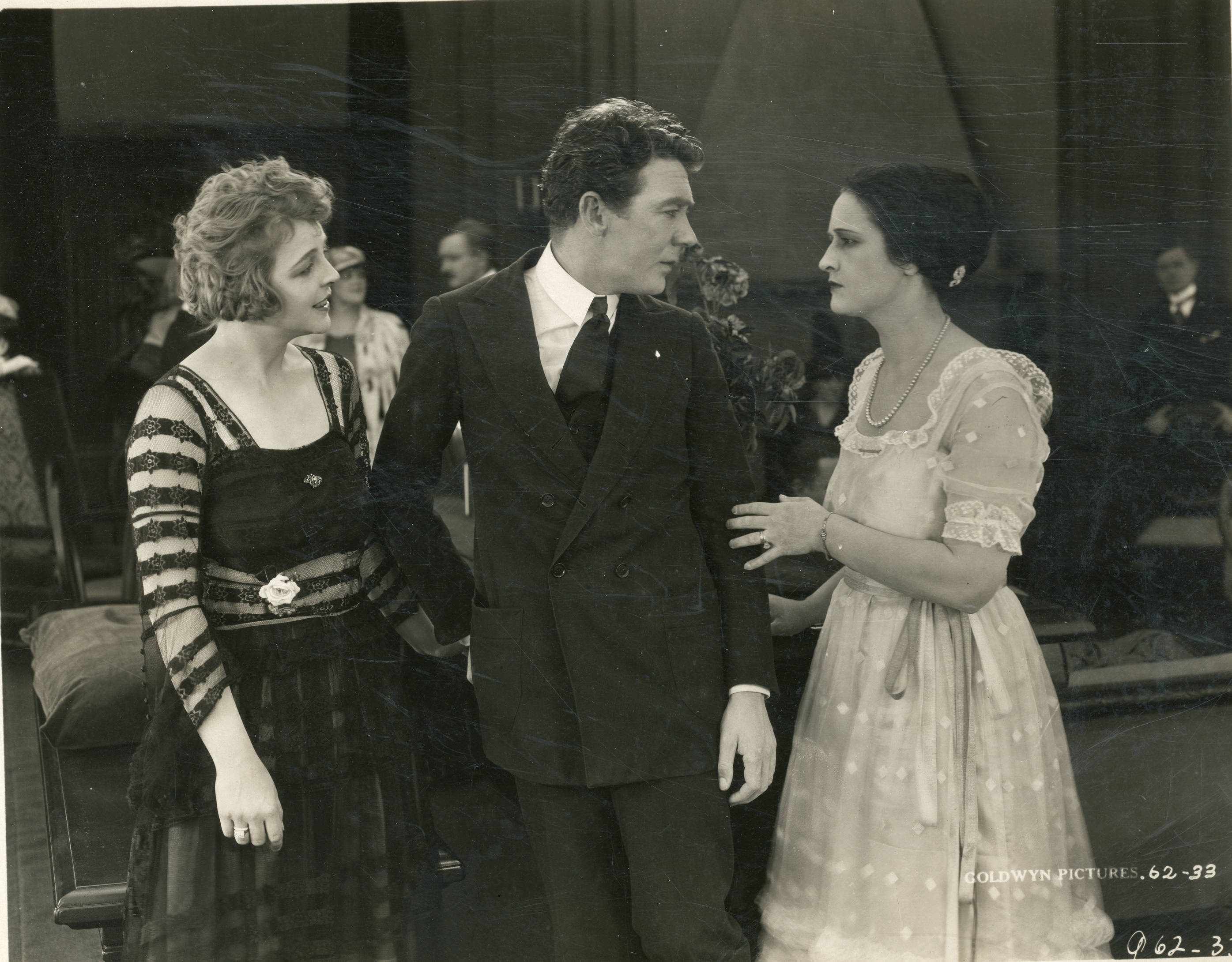
Tom Moore dans une scène du film.

- Helene Chadwick : Margaret Neville
- Larry Steers : Captain O'Hara
- Alec B. Francis : Lord Neville
- Sidney Ainsworth : Sir Geoffrey Pomfret
- Herbert Prior : Major Twombley
- William Burgess : Peter Padbury
- Rosemary Theby : Lady Neville
- Mary Warren : Alice Temple